# Stéblová
Stéblová är en ort i Tjeckien.   Den ligger i regionen Pardubice, i den centrala delen av landet, 90 km öster om huvudstaden Prag. Stéblová ligger 226 meter över havet och antalet invånare är 183.
Terrängen runt Stéblová är platt.Runt Stéblová är det tätbefolkat, med 659 invånare per kvadratkilometer. Närmaste större samhälle är Hradec Králové, 14,4 km norr om Stéblová. Runt Stéblová är det i huvudsak tätbebyggt.